# Rode boek van Hergest

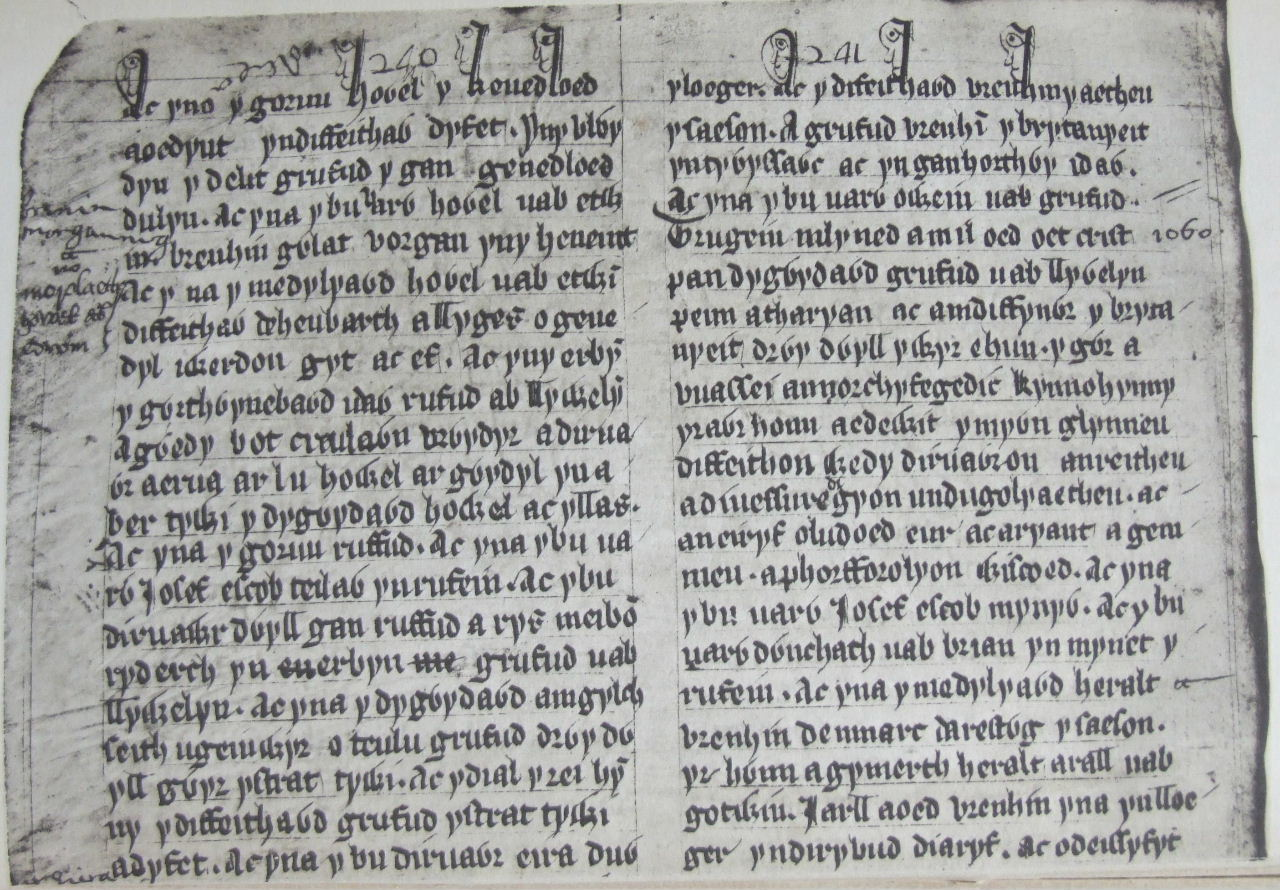
Het Rode boek van Hergest (kolom 240-241)

Het Rode boek van Hergest (Welsh: Llyfr Coch Hergest; Engels: Red Book of Hergest) is een middeleeuws Welsh manuscript ontstaan in de periode 1375 - 1425.
Het bevindt zich in de Bodleian Library van de Universiteit van Oxford en staat bekend als 'Jesus College MS 111'.
Het manuscript omvat zowel prozawerken als poëzie. Als voornaamste kopiist kan worden aangemerkt Hywel Fychan fab Hywel Goch of Buellt, die het vermoedelijk vervaardigde voor zijn werkgever Hopcyn ap Tomas ab Einion uit Swansea. De naam van het werk verwijst naar de oorspronkelijke roodlederen band en naar Hergest Court in Herefordshire, waar het werd samengesteld.
Het eerste deel van het manuscript bevat prozawerk, waaronder de Mabinogion, waarvoor dit manuscript een van de bronnen is; het andere is het Witte Boek van Rhydderch. Naast andere verhalen en historische teksten is er ook een vertaling in het Welsh van de
Historia Regum Britanniae van Geoffrey van Monmouth.
De rest van het manuscript bevat poëzie en er is ook een verhandeling over geneeskrachtige kruiden.